# باسيل بويوانس
باسيل الثالث والمعروف ببويوانس (باليونانية: Βασίλειος Βοϊωάννης)‏ هو كتبان إيطاليا البيزنطي بين عامي 1017-1027 وأحد أعظم الجنرالات البيزنطيين في وقته. مكنت إنجازاته الإمبراطورية من إعادة تأسيس نفسها كقوة رئيسية في جنوب إيطاليا بعد قرون من الانحدار. ومع ذلك، فإن المغامرين النورمان الذين أدخلوا إلى هيكل السلطة في الجنوب الإيطالي كانوا المستفيد الأكبر.